# Дошен, Стево
Стево Дошен (серб. Стево Дошен; 13 марта 1919, Додоши — 21 декабря 1944, Клоштар-Подравски) — югославский партизан, участник Народно-освободительной войны, Народный герой Югославии.

## Биография
Родился 13 марта 1919 в селе Додоши около Петрини в семье зажиточных крестьян. Политикой не интересовался до начала войны, работал простым крестьянином в своём селе. Вступив в Народно-освободительное движение, получил звание командира взвода. Член Коммунистической партии Югославии с 1941 года.
Из Бановины Стево выбрался в Славонию и там возглавил роту Калницкого партизанского отряда, позднее стал командиром 1-го батальона 21-й бригады. В сентябре 1943 года возглавил Загребский партизанский отряд численностью 190 человек, образованный штабом 2-й Оперативной зоны. Благодаря Дошену в пригородах Загреба усилилось антифашистское сопротивление. Позднее тот был командирован в штаб 32-й дивизии НОАЮ, а затем назначен командиром бригады имени Матии Губеца.
Летом 1944 года его партизанская бригада отличилась в боях против Чёрного легиона Рафаэля Бобана: под Копривницей Чёрный легион был наголову разгромлен.
20 декабря 1944 Стево Дошен был смертельно ранен под Клоштаром-Подравски в боях против 1-й казачьей дивизии вермахта и умер на следующий день.
20 декабря 1951, спустя ровно 7 лет, Дошен был посмертно награждён Орденом и званием Народного героя Югославии.